# 安義縣 (雲安)
安義縣是宋代夔州路雲安軍所屬的一個縣，北宋宋神宗熙寧四年（1071年），以雲安監戶口析置安義縣。八年（1075年），戶還隸雲安縣，復為監。